# Vampeta
 Marcos André Batista dos Santos známý jako  Vampeta (* 13. březen 1974 Nazaré) je bývalý brazilský fotbalista. Nastupoval povětšinou na postu záložníka.
V brazilské reprezentaci působil v letech 1998-2002 a odehrál za ni 39 utkání, v nichž dal 2 góly. Stal se s ní mistrem světa roku 2002. Zlato má též z Copa América 1999.
S Corinthians vyhrál roku 2000 pokusný první ročník Mistrovství světa klubů.
S PSV Eindhoven se stal mistrem Nizozemska (1996/97), s Corinthians dvakrát vyhrál brazilskou ligu.